# Superflat
Die japanische Kunstbewegung Superflat (dt. „Superflach“) betrachtet und interpretiert die japanische Gegenwartskultur, vor allem die Formen des Otaku. Ihre Ausdrucksmittel haben darum einen klaren Bezug zu Manga und Anime. Superflat geht auf den japanischen Künstler Takashi Murakami zurück. Weitere Vertreter sind heute neben Murakami zum Beispiel Chiho Aoshima, Mahomi Kunikata, Yoshitomo Nara und Aya Takano. Aber auch einige Mangaka, wie Koji Morimoto und viele Produktionen im Studio 4°C (das unter anderem Animatrix produzierte) werden als Superflat bezeichnet, wie auch die Werke des Autors Hitoshi Tomizawa.

## Otaku und Superflat
Spätestens in den 1970ern bildete sich in Japan eine kulturelle Gruppe heraus, welche sich vorwiegend auszeichnete durch große Konsumbereitschaft, sowie die Faszination für japanische Nachkriegs-Subkulturen, wie Manga, Anime, Tokusatsu (SFX-Filme), Science-Fiction (und Technologiebegeisterung), Pornografie und Popkultur (Popmusik (J-Pop), Popstars (Idol), Models). Der subjektive Eindruck in der Öffentlichkeit ist der von Menschen, die unsozial sind und pervertiert, ohne reale soziale Kontakte und Aktivitäten, die nur am Rechner sitzen, Comics lesen oder Animes sehen. Einerseits ist der Eindruck von Introvertiertheit nicht völlig falsch, andererseits findet innerhalb dieser sehr verschlossenen kulturellen Gruppe ein ständiger Austausch, vor allem auf dem sogenannten Amateur-Comicmarkt „Comiket“ statt.
Otaku ist so enorm wichtig in der japanischen Gesellschaft, weil sehr viele Objekte der Alltagskultur (sowohl Kunst, wie Industrieprodukte) aus der Otaku-Kultur stammen. Darüber hinaus, weil Otaku immer mehr Einfluss auf die japanische Gesellschaft als ganze gewinnt.
Murakami (geboren 1962) gehört zu der ersten Otaku-Generation. Seine heutige Superflat-Kunst zeichnet sich nun dadurch aus, dass sie Hochkultur und Subkultur verbindet, um ein Massenpublikum zu erreichen, indem sie basiert auf der noch immer traditionell vormodernen japanischen Kunst (siehe auch: Edo-Zeit) und gleichzeitig der postmodernen der Otaku. Das geht zurück auf die mittlerweile auch von Japanern vertretene Theorie, dass der japanischen Gesellschaft eine Modernisierung fehlte, da sie gleich nach dem Zweiten Weltkrieg, also vor allem nach dem Trauma des verlorenen Krieges und der Erfahrung der Atombombe, amerikanisiert wurde und so in die Postmoderne geworfen worden ist. Wenn auch Künstler wie Murakami diese direkte Verbindung zwischen Edo und Otaku ziehen, ist das nur bedingt richtig und es muss hervorgehoben werden, dass Otaku nur entstehen konnte durch den massiven Import US-amerikanischer Kultur und Subkultur, wie Pop-Art, das enorme Wirtschaftswachstum Japans in den 1950ern und 60ern und der so wiedererstarkenden Nationalisierung nach dem Krieg. 
Superflat ist aber weder eine klar definierte Kunstbewegung, noch ein künstlerisches Konzept, es ist eher eine gewisse Form der Betrachtung der Otaku-Kultur. In manchen seiner Werke zeigt Murakami beispielsweise die Amerikanisiertheit und Pornografisiertheit von Otaku, wie in der Skulptur Lonesome Cowboy, in der eine männliche, ejakulierende Anime-Figur aus seinem Sperma ein Lasso wirft oder eine andere Skulptur, eine weibliche, die mit einem Strang Milch aus ihrer Milchdrüse Seil springt. Murakami, der Japan als „kulturell impotent“ betrachtet, verschiebt so in der Superflat-Betrachtung den Niedlichkeitskult zum Fetisch.